# Chris Woods
Christopher Charles Eric Woods (ur. 14 listopada 1959 w Swineshead) – angielski piłkarz, reprezentant kraju grający na pozycji bramkarza.

## Kariera klubowa
Woods w wieku 17 lat dołączył do Nottingham Forest, początkowo jako rezerwowy Johna Middletona, a następnie Petera Shiltona. Forest z Woodsem w składzie sięgnęło po Puchar Ligi Angielskiej w sezonie 1977/78. Jako rezerwowy bramkarz był w kadrze drużyny, która zdobyła Puchar Europy w sezonie 1978/79.
W lipcu 1979 Queens Park Rangers zapłacili 250 000 funtów za 19-letniego Woodsa. Woods zagrał dla QPR w 63 meczach ligowych w ciągu następnych dwóch sezonów. W marcu 1981 Norwich City kupiło Woodsa z QPR za 225 000 funtów. W 1985 Woods wygrał swój drugi Puchar Ligi, pokonując Sunderland 1:0 na Wembley. Łącznie strzegł barw Kanarków w 216 spotkaniach. 
Ówczesny grający trener Rangersów Graeme Souness kupił Woodsa latem 1986 za 1,2 miliona funtów. Woods z Rangersami czterokrotnie świętował mistrzostwo Scottish Football League Premier Division w sezonach 1986/87, 1988/89, 1989/90 i 1990/91. Oprócz tego Rangersi trzykrotnie wygrywali Puchar Ligi Szkockiej w sezonach 1986/87, 1987/88 i 1990/91. Woods zagrał dla The Gers w 173 spotkaniach ligowych. 
W sierpniu 1991 roku Woods podpisał kontrakt Sheffield Wednesday za 1,2 miliona funtów.
Wednesday przegrało dwukrotnie z Arsenal w sezonie 1992/93 w finałach Pucharu Ligi Angielskiej i Pucharu Anglii. W sezonie 1995/96 Woods trafił na wypożyczenie do Reading.
W 1996 dołączył do Colorado Rapids, grającego w Major League Soccer. W październiku 1996 Graeme Souness, menadżer w Southampton, wypożyczył Woodsa. Podczas czwartego ligowego występu przeciwko Blackburn Rovers złamał nogę, po czym wrócił do Stanów Zjednoczonych.
Po powrocie z USA był piłkarzem Sunderlandu, jednak nie zagrał żadnego spotkania w barwach Czarnych Kotów. Karierę piłkarską zakończył po sezonie 1997/98 w Burnley. 
| Sezon   | Klub                | Kraj              | Rozgrywki                 | Mecze | Bramki |
| ------- | ------------------- | ----------------- | ------------------------- | ----- | ------ |
| 1976/77 | Nottingham Forest   | Anglia            | Second Division           | 0     | 0      |
| 1977/78 | Nottingham Forest   | Anglia            | First Division            | 0     | 0      |
| 1978/79 | Nottingham Forest   | Anglia            | First Division            | 0     | 0      |
| 1979/80 | Queens Park Rangers | Anglia            | Second Division           | 41    | 0      |
| 1980/81 | Queens Park Rangers | Anglia            | Second Division           | 22    | 0      |
| 1980/81 | Norwich City        | Anglia            | First Division            | 10    | 0      |
| 1981/82 | Norwich City        | Anglia            | Second Division           | 42    | 0      |
| 1982/83 | Norwich City        | Anglia            | First Division            | 42    | 0      |
| 1983/84 | Norwich City        | Anglia            | First Division            | 42    | 1      |
| 1984/85 | Norwich City        | Anglia            | First Division            | 38    | 0      |
| 1985/86 | Norwich City        | Anglia            | Second Division           | 42    | 0      |
| 1986/87 | Rangers             | Szkocja           | Scottish Premier Division | 42    | 0      |
| 1987/88 | Rangers             | Szkocja           | Scottish Premier Division | 39    | 0      |
| 1988/89 | Rangers             | Szkocja           | Scottish Premier Division | 24    | 0      |
| 1989/90 | Rangers             | Szkocja           | Scottish Premier Division | 32    | 0      |
| 1990/91 | Rangers             | Szkocja           | Scottish Premier Division | 36    | 0      |
| 1991/92 | Sheffield Wednesday | Anglia            | First Division            | 41    | 0      |
| 1992/93 | Sheffield Wednesday | Anglia            | Premier League            | 39    | 0      |
| 1993/94 | Sheffield Wednesday | Anglia            | Premier League            | 10    | 0      |
| 1994/95 | Sheffield Wednesday | Anglia            | Premier League            | 9     | 0      |
| 1995/96 | Sheffield Wednesday | Anglia            | Premier League            | 8     | 0      |
| 1995/96 | Reading             | Anglia            | First Division            | 5     | 0      |
| 1996    | Colorado Rapids     | Stany Zjednoczone | Major League Soccer       | 23    | 0      |
| 1996/97 | Southampton         | Anglia            | Premier League            | 4     | 0      |
| 1996/97 | Sunderland          | Anglia            | Premier League            | 0     | 0      |
| 1997/98 | Burnley             | Anglia            | Second Division           | 12    | 0      |

## Kariera reprezentacyjna
Woods w reprezentacji Synów Albionu zadebiutował 16 czerwca 1985 w wygranym 5:0 meczu ze Stanami Zjednoczonymi. Rok później został powołany na Mistrzostwa Świata w Meksyku. Podczas turnieju był rezerwowym bramkarzem, a bramki Anglików strzegł Peter Shilton. 
W 1988 pojechał do RFN na Mistrzostwa Europy. Podczas turnieju wystąpił w spotkaniu ze Związkiem Radzieckim. 
W 1990 znalazł się w drużynie na drugie w karierze Mistrzostwa Świata. Na włoskim turnieju po raz kolejny był rezerwowym, a podstawowym bramkarzem był Peter Shilton. Anglicy zakończyli mistrzostwa na 4. miejscu.  
W 1992 pojechał na swój ostatni turniej, czyli Euro 1992 w Szwecji. Woods rozegrał trzy spotkania grupowe z Danią, Francją i gospodarzem Szwecją. Woods wystąpił także w 7 spotkaniach eliminacyjnych do Mistrzostw Świata 1994. Eliminacje zakończyły się dla Anglii brakiem awansu do turnieju finałowego.
Po raz ostatni w drużynie narodowej Woods zagrał 9 czerwca 1993, w przegranym 0:2 meczu ze Stanami Zjednoczonymi. Łącznie Woods w latach 1985–1993 wystąpił w 43 spotkaniach reprezentacji Anglii.
| Mecze i gole w reprezentacji | Mecze i gole w reprezentacji | Mecze i gole w reprezentacji | Mecze i gole w reprezentacji | Mecze i gole w reprezentacji | Mecze i gole w reprezentacji | Mecze i gole w reprezentacji |
| #                            | Data                         | Miasto                       | Przeciwnik                   | Gol                          | Wynik                        | Rozgrywki                    |
| ---------------------------- | ---------------------------- | ---------------------------- | ---------------------------- | ---------------------------- | ---------------------------- | ---------------------------- |
| 1.                           | 16.06.1985                   | Los Angeles                  | Stany Zjednoczone            |                              | 5:0                          | towarzyski                   |
| 2.                           | 29.01.1986                   | Kair                         | Egipt                        |                              | 4:0                          | towarzyski                   |
| 3.                           | 26.02.1986                   | Ramat Gan                    | Izrael                       |                              | 2:1                          | towarzyski                   |
| 4.                           | 24.05.1986                   | Burnaby                      | Kanada                       |                              | 1:0                          | towarzyski                   |
| 5.                           | 12.11.1986                   | Londyn                       | Jugosławia                   |                              | 2:0                          | El. ME 1988                  |
| 6.                           | 18.02.1987                   | Madryt                       | Hiszpania                    |                              | 4:2                          | towarzyski                   |
| 7.                           | 01.04.1987                   | Belfast                      | Irlandia Północna            |                              | 2:0                          | El. ME 1988                  |
| 8.                           | 29.04.1987                   | Izmir                        | Turcja                       |                              | 0:0                          | El. ME 1988                  |
| 9.                           | 23.05.1987                   | Glasgow                      | Szkocja                      |                              | 0:0                          | towarzyski                   |
| 10.                          | 17.02.1988                   | Ramat Gan                    | Izrael                       |                              | 0:0                          | towarzyski                   |
| 11.                          | 27.04.1988                   | Budapeszt                    | Węgry                        |                              | 0:0                          | towarzyski                   |
| 12.                          | 28.05.1988                   | Lozanna                      | Szwajcaria                   |                              | 1:0                          | towarzyski                   |
| 13.                          | 18.06.1988                   | Frankfurt                    | ZSRR                         |                              | 1:3                          | ME 1988                      |
| 14.                          | 14.09.1988                   | Londyn                       | Dania                        |                              | 1:0                          | towarzyski                   |
| 15.                          | 28.03.1990                   | Londyn                       | Brazylia                     |                              | 1:0                          | towarzyski                   |
| 16.                          | 15.05.1990                   | Londyn                       | Dania                        |                              | 1:0                          | towarzyski                   |
| 17.                          | 12.09.1990                   | Londyn                       | Węgry                        |                              | 1:0                          | towarzyski                   |
| 18.                          | 17.10.1990                   | Londyn                       | Polska                       |                              | 2:0                          | El. ME 1992                  |
| 19.                          | 14.11.1990                   | Dublin                       | Irlandia                     |                              | 1:1                          | El. ME 1992                  |
| 20.                          | 21.05.1991                   | Londyn                       | ZSRR                         |                              | 3:1                          | towarzyski                   |
| 21.                          | 01.06.1991                   | Sydney                       | Australia                    |                              | 1:0                          | towarzyski                   |
| 22.                          | 03.06.1991                   | Auckland                     | Nowa Zelandia                |                              | 1:0                          | towarzyski                   |
| 23.                          | 08.06.1991                   | Wellington                   | Nowa Zelandia                |                              | 2:0                          | towarzyski                   |
| 24.                          | 12.06.1991                   | Kuala Lumpur                 | Federacja Malajska           |                              | 4:2                          | towarzyski                   |
| 25.                          | 11.09.1991                   | Londyn                       | Niemcy                       |                              | 0:1                          | towarzyski                   |
| 26.                          | 16.10.1991                   | Londyn                       | Turcja                       |                              | 1:0                          | El. ME 1992                  |
| 27.                          | 13.11.1991                   | Poznań                       | Polska                       |                              | 1:1                          | El. ME 1992                  |
| 28.                          | 19.02.1992                   | Londyn                       | Francja                      |                              | 2:0                          | towarzyski                   |
| 29.                          | 29.04.1992                   | Moskwa                       | WNP                          |                              | 2:2                          | towarzyski                   |
| 30.                          | 17.05.1992                   | Londyn                       | Brazylia                     |                              | 1:1                          | towarzyski                   |
| 31.                          | 03.06.1992                   | Helsinki                     | Finlandia                    |                              | 2:1                          | towarzyski                   |
| 32.                          | 11.06.1992                   | Malmö                        | Dania                        |                              | 0:0                          | ME 1992                      |
| 33.                          | 14.06.1992                   | Malmö                        | Francja                      |                              | 0:0                          | ME 1992                      |
| 34.                          | 17.06.1992                   | Solna                        | Szwecja                      |                              | 1:2                          | ME 1992                      |
| 35.                          | 09.09.1992                   | Santander                    | Hiszpania                    |                              | 0:1                          | towarzyski                   |
| 36.                          | 14.10.1992                   | Londyn                       | Norwegia                     |                              | 1:1                          | El. MŚ 1994                  |
| 37.                          | 18.11.1992                   | Londyn                       | Turcja                       |                              | 4:0                          | El. MŚ 1994                  |
| 38.                          | 17.02.1993                   | Londyn                       | San Marino                   |                              | 6:0                          | El. MŚ 1994                  |
| 39.                          | 31.03.1993                   | Izmir                        | Turcja                       |                              | 2:0                          | El. MŚ 1994                  |
| 40.                          | 28.04.1993                   | Londyn                       | Holandia                     |                              | 2:2                          | El. MŚ 1994                  |
| 41.                          | 29.05.1993                   | Chorzów                      | Polska                       |                              | 1:1                          | El. MŚ 1994                  |
| 42.                          | 02.06.1993                   | Oslo                         | Norwegia                     |                              | 0:2                          | El. MŚ 1994                  |
| 43.                          | 09.06.1993                   | Foxborough                   | Stany Zjednoczone            |                              | 0:2                          | towarzyski                   |

## Sukcesy
Nottingham Forest
- Puchar Europy (1): 1978/79
- Puchar Ligi Angielskiej (1): 1977/78

Norwich City
- Puchar Ligi Angielskiej (1): 1984/85

Rangers
- Mistrzostwo Scottish Football League Premier Division (4): 1986/87, 1988/89, 1989/90, 1990/91
- Puchar Ligi Szkockiej (3): 1986/87, 1987/88, 1990/91

Sheffield Wednesday
- Finał Pucharu Ligi Angielskiej (1): 1992/93
- Finał Pucharu Anglii (1): 1992/93